# Pontet suscrit
Cette page contient des caractères spéciaux ou non latins. S’ils s’affichent mal (▯, ?, etc.), consultez la page d’aide Unicode.
Le pontet suscrit ou pontet en chef est un signe diacritique utilisé dans les extensions de l’alphabet phonétique international pour indiquer qu’une consonne est articulée de manière dentolabiale.